# Anzor Boltukáyev
Anzor Adámovich Boltukáyev (en ruso: Анзор Адамович Болтукаев; Grozni, 5 de abril de 1986) es un deportista ruso de origen checheno que compite en lucha libre.
Ganó una medalla de bronce en el Campeonato Mundial de Lucha de 2013 y dos medallas en el Campeonato Europeo de Lucha, oro en 2016 y plata en 2017.

## Palmarés internacional
| Campeonato Mundial | Campeonato Mundial | Campeonato Mundial | Campeonato Mundial |
| Año                | Lugar              | Medalla            | Categoría          |
| ------------------ | ------------------ | ------------------ | ------------------ |
| 2013               | Budapest (Hungría) | Medalla de bronce  | 96 kg              |
| Campeonato Europeo |                    |                    |                    |
| Año                | Lugar              | Medalla            | Categoría          |
| 2016               | Riga (Letonia)     | Medalla de oro     | 97 kg              |
| 2017               | Novi Sad (Serbia)  | Medalla de plata   | 97 kg              |